# Gomphrena insignis
Gomphrena insignis là loài thực vật có hoa thuộc họ Dền. Loài này được Briq. mô tả khoa học đầu tiên năm 1900.